# Ranguevaux
Ranguevaux (deutsch Rangwall) ist eine französische Gemeinde mit 901 Einwohnern (Stand 1. Januar 2022) im Département Moselle in der Region Grand Est (bis 2015 Lothringen). Sie gehört zum Arrondissement Thionville.

## Geografie
Ranguevaux liegt südwestlich von Thionville auf einer Höhe zwischen 205 und 356 m über dem Meeresspiegel. Das Gemeindegebiet umfasst 10,17 km².

## Geschichte
Der Ort war von 1971 bis 1987 in Hayange eingemeindet.
Das Gemeindewappen erinnert an die ehemaligen Herrschaften, die in Ranguevaux Rechte und Besitz hatten: die Herzöge von Bar und die Abtei Glandern in Longeville-lès-Saint-Avold.

### Bevölkerungsentwicklung
| Jahr      | 1962 | 1968 | 1975 | 1982 | 1990 | 1999 | 2007 | 2019 |
| Einwohner | 814  | 791  | 788  | 761  | 752  | 799  | 792  | 847  |

## Sehenswürdigkeiten

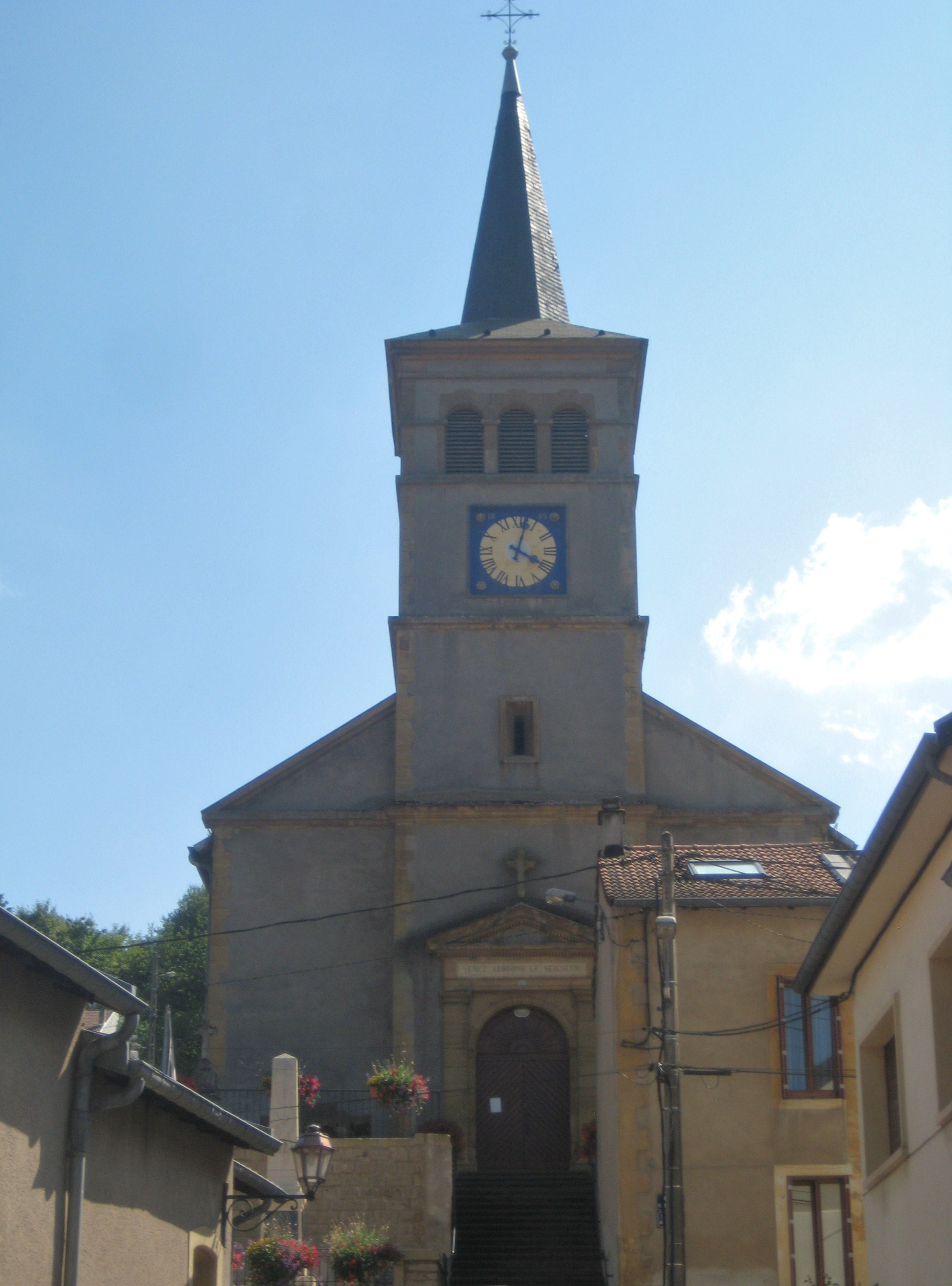
Kirche Saint-Jean-Baptiste
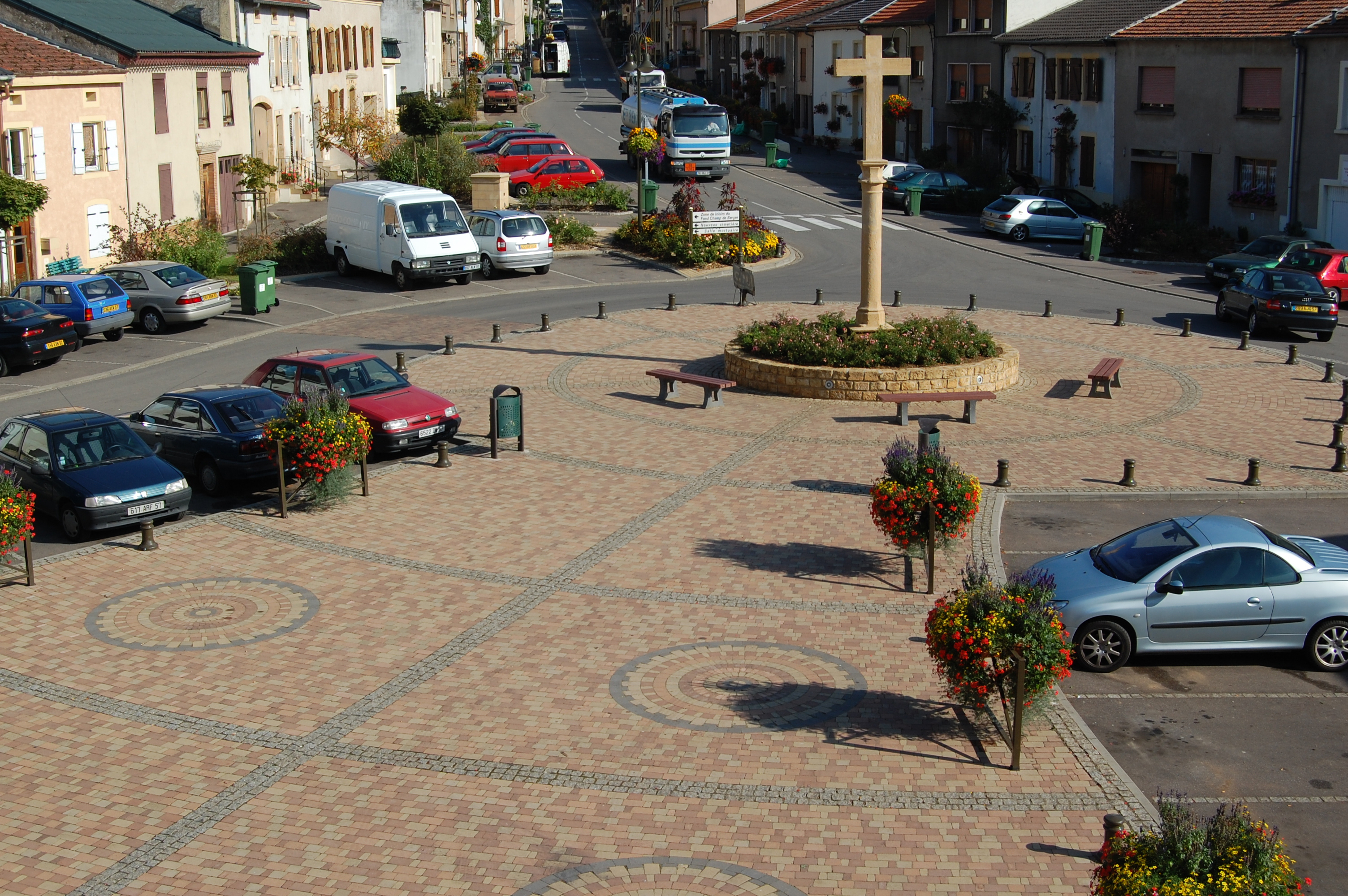
Platz der Republik
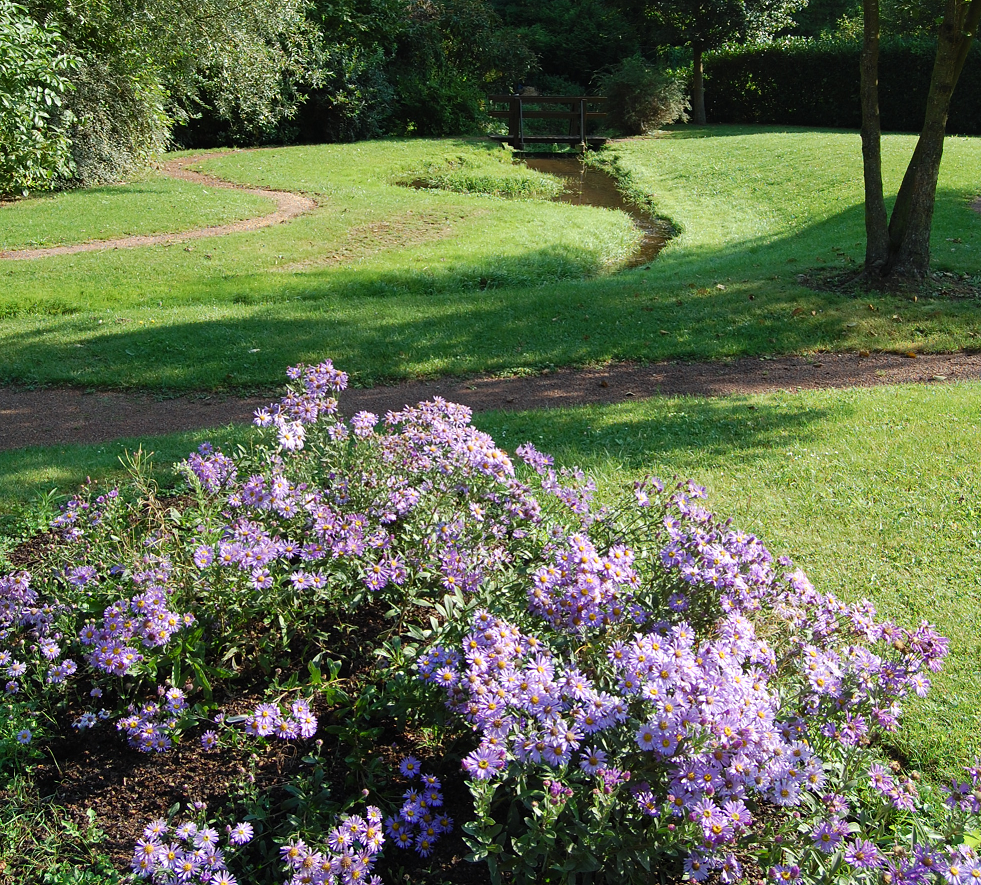
Schlossgarten
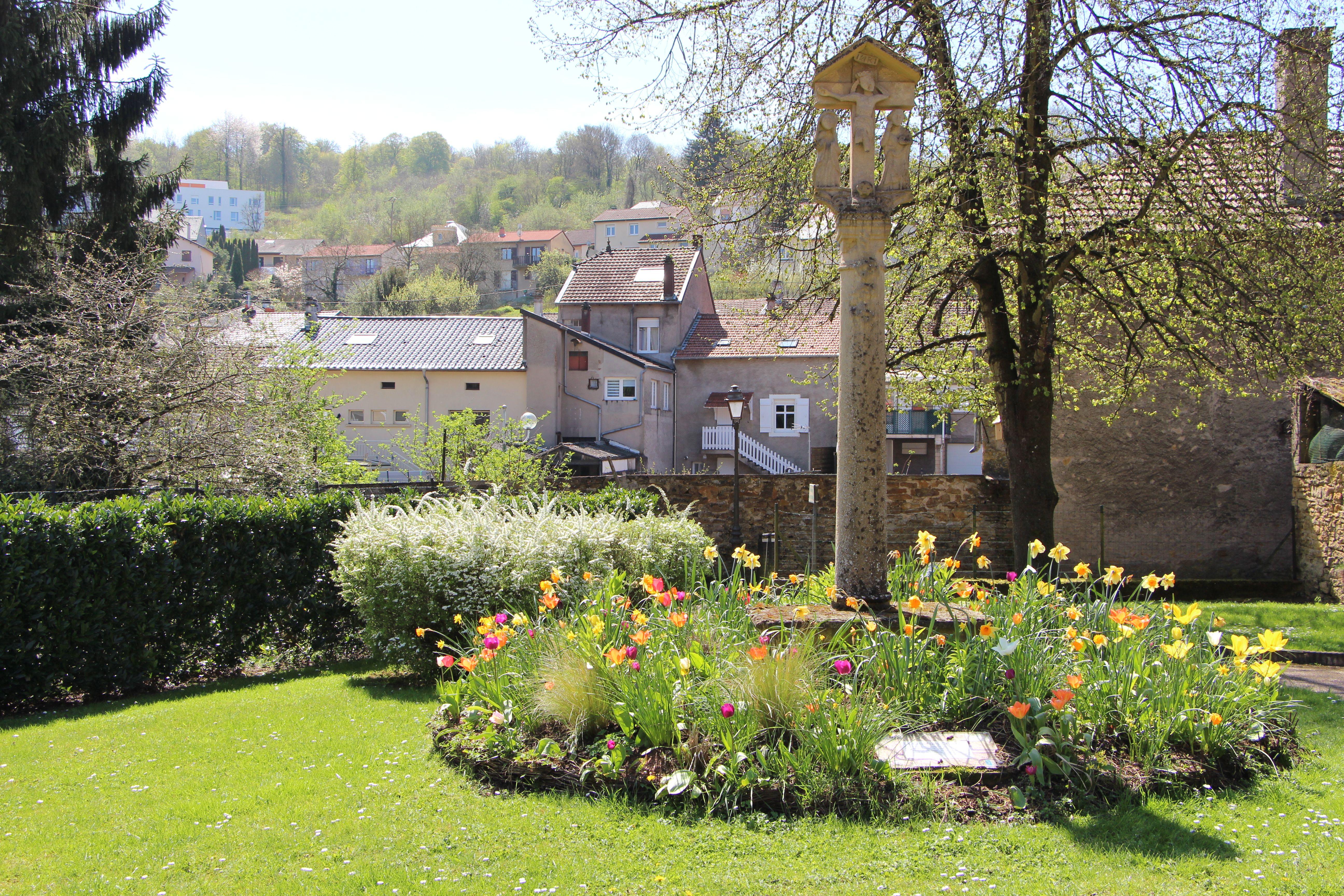
Croix des champs
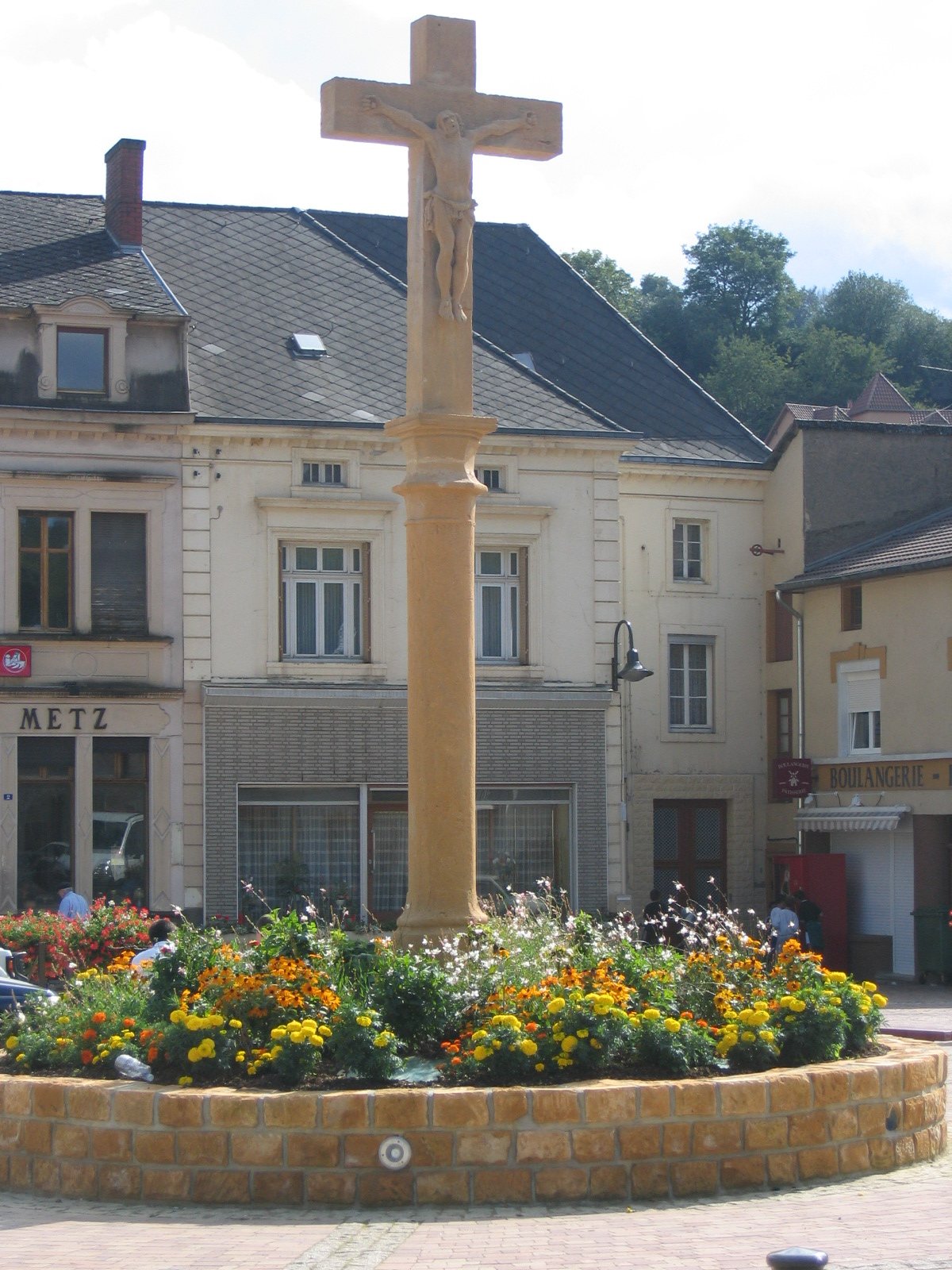
Grand calvaire
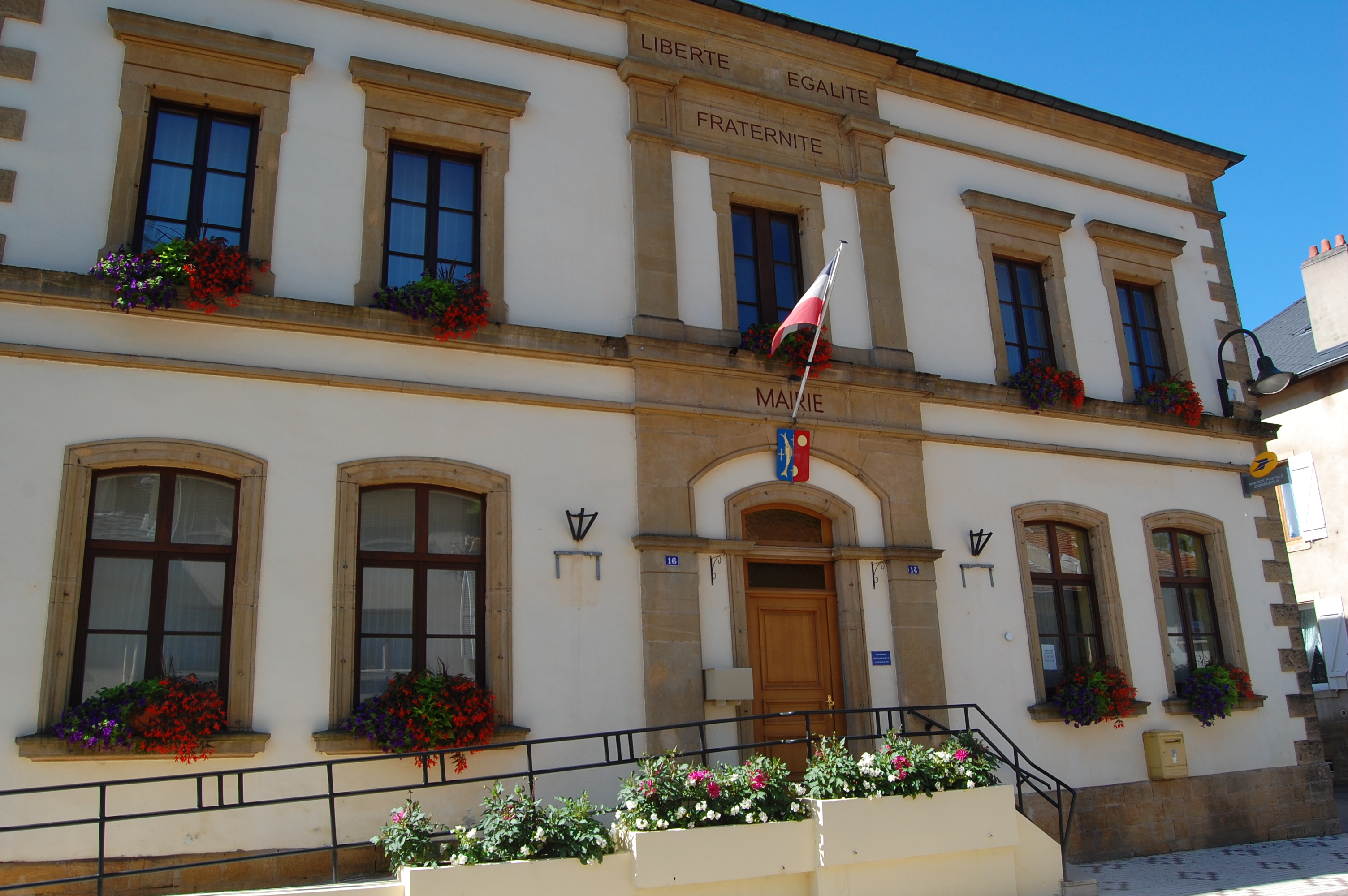
Mairie Ranguevaux
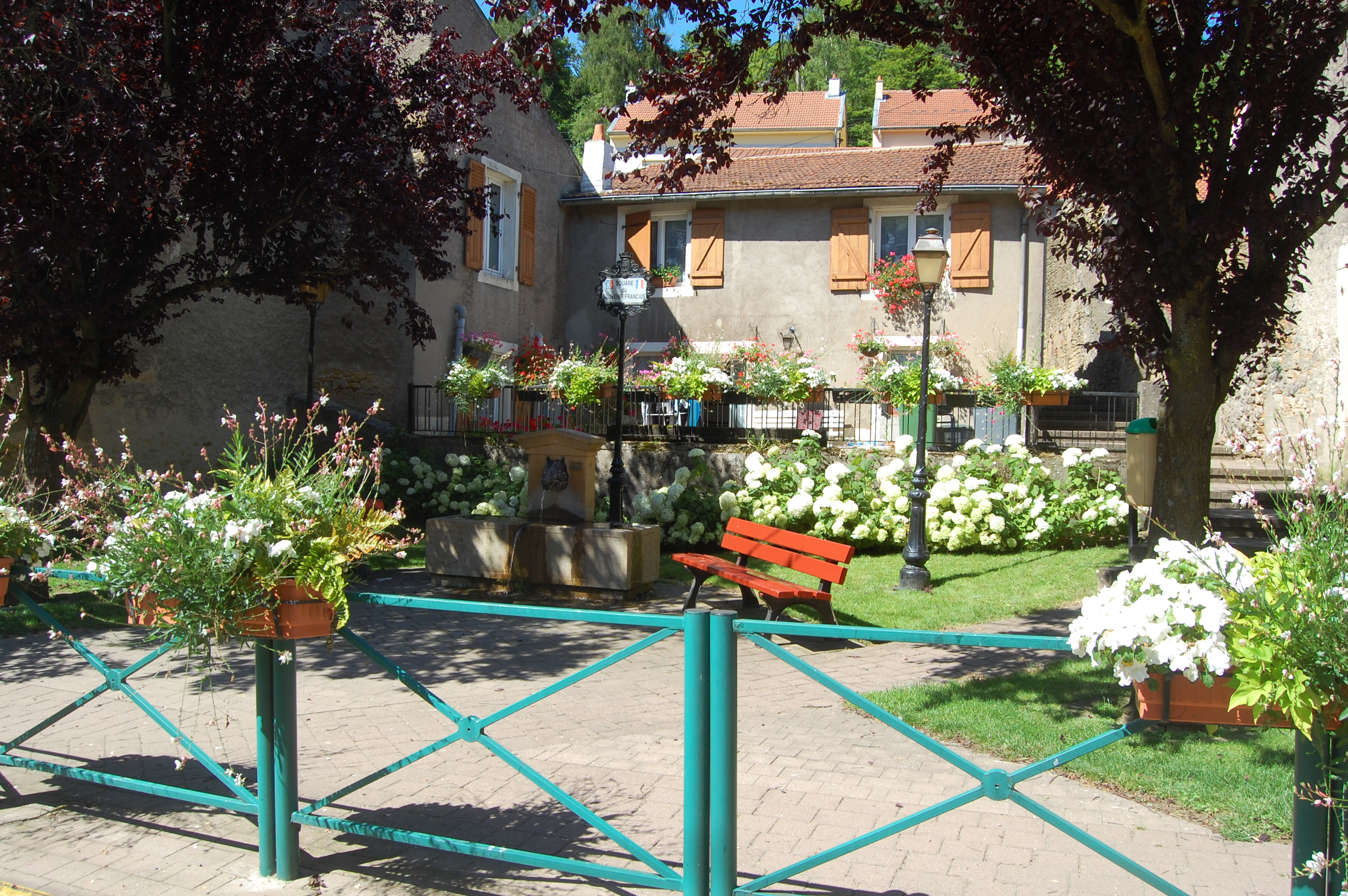
Gedenkplatz

- Kirche Saint-Jean-Baptiste
- Platz der Republik
- Schlossgarten
- Croix des champs
- Grand calvaire
- Mairie Ranguevaux
- Gedenkplatz

## Belege
1. ↑  Wappenbeschreibung auf genealogie-lorraine.fr (französisch)